# Cemex

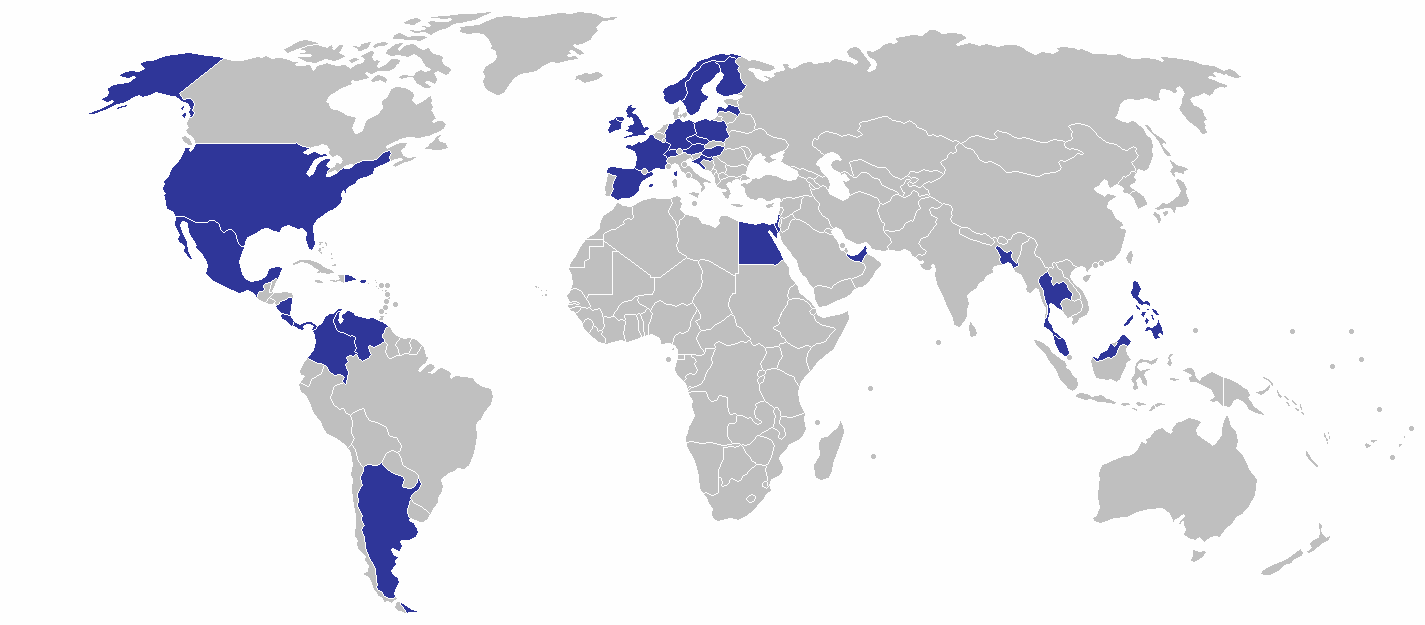
Landen waarin Cemex vestigingen heeft

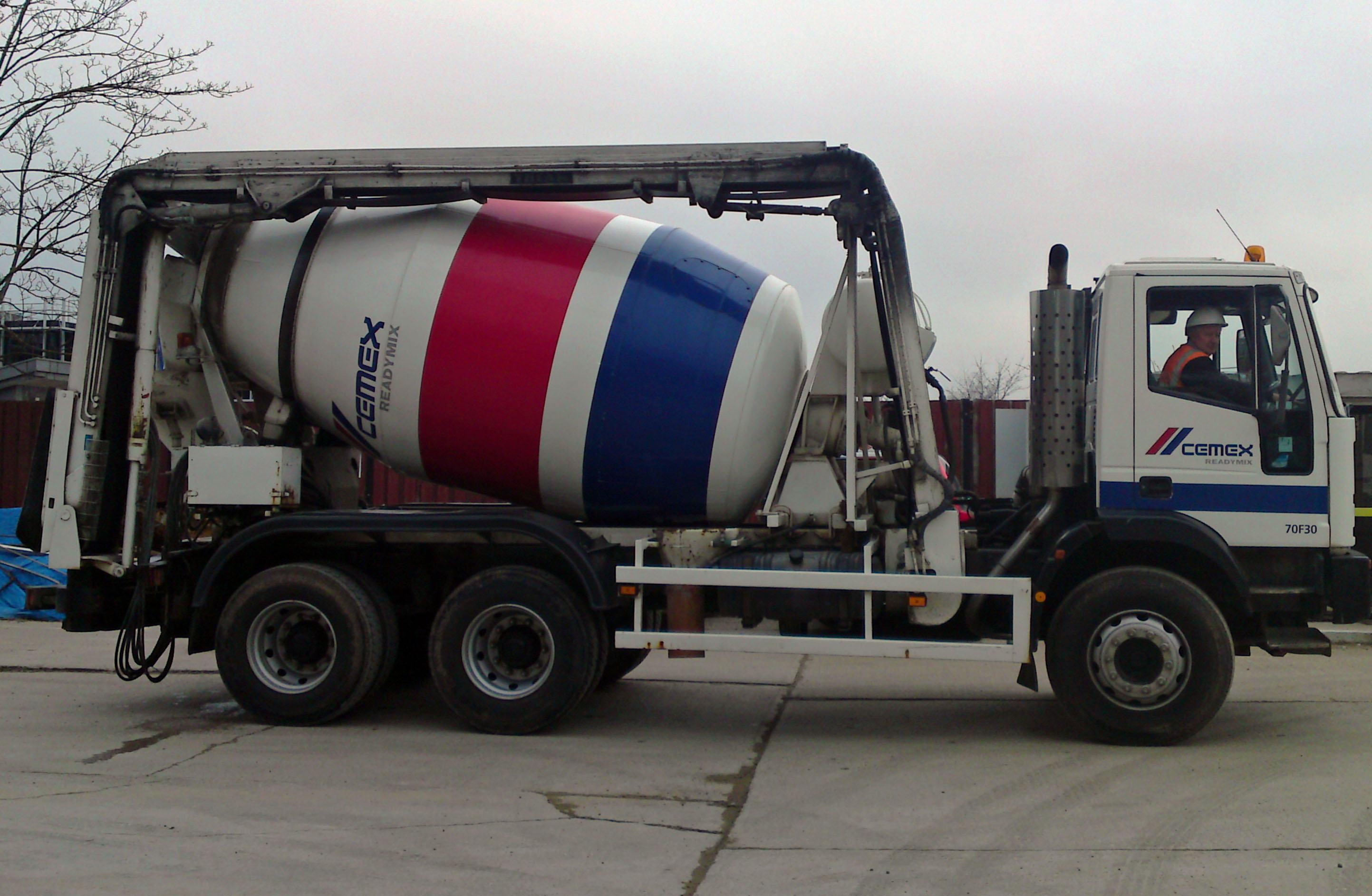
Cemex cementwagen

Cemex is een Mexicaans bedrijf. Cemex is de grootste producent van bouwmaterialen ter wereld en de op een na grootste producent van cement. De volledige naam is CEMEX, Sociedad Anónima Bursátil de Capital Variable.

## Activiteiten
Cemex is na LafargeHolcim de grootste producent van cement ter wereld. Het bedrijf had in 2023 een totale capaciteit van 90 miljoen ton per jaar. Hiervan staat bijna 30 miljoen ton in Mexico en 15 miljoen ton in de Verenigde Staten. Dit laatste land is de grootste afzetmarkt met een omzetaandeel van 31% in 2023 gevolgd door Mexico met 28% van de totale omzet. In Europa is het vooral actief in Spanje, Polen en Duitsland.
Het staat zowel aan de New York Stock Exchange als aan de Bolsa Mexicana de Valores genoteerd. In Mexico is het opgenomen in de S&P/BMV IPC aandelenindex.

## Geschiedenis
In 1906 werd Cemex opgericht en startte de eerste fabriek in noord Mexico de productie. Het was een kleine fabriek met een capaciteit van 30.000 ton op jaarbasis. In 1912 werd de productie gestaakt door de Mexicaanse Revolutie en pas in 1919 weer opgestart. Gestaag werd de productiecapaciteit uitgebreid en in 1948 was deze uitgekomen op 124.000 ton per jaar.
In 1966 werd Cementos Maya overgenomen. Tien jaar later volgde een notering op de Mexicaanse aandelenbeurs. Vanaf medio tachtiger jaren begon de onderneming dankzij binnen- en buitenlandse acquisities sterk te groeien. Aanvankelijk bleef Cemex actief op het westelijk halfrond, maar in 1997 werd het bedrijf actief in Azië en twee jaar later ook in Afrika. In 1999 kreeg het ook een beursnotering op de New York Stock Exchange.
In 2005 volgde de overname van het Britse RMC. Cemex betaalde £ 2,3 miljard voor het bedrijf met veel activiteiten in Europa. RMC had op dat moment 28.000 medewerkers in 22 landen, 300 cement- en betonfabrieken en 140 groeven voor grond- en hulpstoffen. Het produceerde 12 miljoen ton cement op jaarbasis en had een omzet van £ 4,9 miljard. Cemex telde in 2003 nog 25.000 werknemers in 30 landen en had een omzet van US$ 7,2 miljard. Na de overname werd Cemex na het Franse Lafarge en het Zwitserse Holcim de grootste producent van cement wereldwijd.
Op 27 oktober 2006 kondigde Cemex een bod van US$ 12,8 miljard aan om alle uitstaande aandelen van Rinker Group te kopen. De aandeelhouders gingen hiermee niet direct akkoord, maar na een verhoging van het bod naar US$ 14,2 miljard, kreeg Cemex op 7 juni 2007 toch de meerderheid van de aandelen in handen. Na de overname had Cemex een omzet van 23 miljard dollar op jaarbasis en telde ruim 67.000 medewerkers in meer dan 50 landen. Rinker was een Australische bedrijf, maar zo'n 80% van de omzet werd in de Verenigde Staten gerealiseerd. Kort na de overname dwong het Amerikaanse ministerie van Justitie, in een antitrustzaak tegen CEMEX, meer dan 40 cement- en betonfabrieken af te stoten.
In november 2006 had Cemex in Mexico een marktaandeel van 87,6% en de enige concurrent was Holcim Apasco met 12,4% van de markt.
Medio 2008 nationaliseerde Venezuela de cementindustrie in het land. Cemex was de belangrijkste leverancier met een marktaandeel van 50%, maar verloor deze positie na deze nationalisatie. Er volgde een lange discussie over de vergoeding aan Cemex en in december 2011 werd overeenstemming bereikt. Cemex kreeg US$ 600 miljoen aan compensatie en er werden schulden kwijtgescholden ter waarde van US$ 154 miljoen.
Cemex raakte in financiële problemen na de devaluatie van de Mexicaanse peso in 2008. Om een faillissement te voorkomen verkocht het bedrijf de Australische activiteiten voor 2 miljard Australische dollar aan Holcim.
Op 31 maart 2021 verkocht Cemex diverse activiteiten in Frankrijk aan Holcim. Het was een kleine transactie die Cemex US$ 44 miljoen heeft opgeleverd. Op 31 augustus 2022 verkocht het diverse activiteiten in Costa Rica en El Salvador aan Cementos Progreso Holdings uit Guatemala voor US$ 325 miljoen. In 2024 wil Cementos Progreso ook de activiteiten in de Dominicaanse Republiek overnemen voor US$ 950 miljoen. De transactie wordt nog dit jaar afgerond. De verkoop past in het plan van Cemex om de focus te verleggen naar de Verenigde Staten en minder afhankelijke worden van ontwikkelingslanden.

## Nederland
Cemex exploiteert een betoninstallatie in Helmond op de centrale van Bowie Recycling, waar geëxperimenteerd wordt met secundaire bouwstoffen zoals betongranulaat als vervanger voor grind.

## Israël
Cemex exploiteert op verschillende industrieterreinen van de Israëlische nederzettingen op de Westelijke Jordaanoever van Palestina mijnen voor de Israëlische bouwindustrie, Readymix Industries (Israel) Ltd. Group, waarvan een ten zuiden van Ad Dhahiriya bij Yatir. De grondstoffen worden gebruikt voor de bouw van de Israëlische Westoeverbarrière en de militaire infrastructuur en die van de nederzettingen - die door de internationale gemeenschap zijn aangemerkt als illegaal - in de door Israël bezette gebieden. De bouw Dit gebied kwam in 1994 (Oslo-akkoorden) in zone-C te liggen en werd door Israël geen vergunning meer aan de Palestijnse industrie gegeven. Vanwege protesten omtrent schending van mensenrechten, is de steengroeve bij Yatir aan zijn vorige Israëlische partner, de Kfar Giladi kibboets verkocht.
Alfa · Alpek · Alsea · América Móvil · Arca Continental · Banorte · BanRegio · Cemex · Coca-Cola FEMSA · Comercial City Fresko · Compartamos Banco · Empresas ICA · FEMSA · Genomma Lab Internacional · Gruma · Grupo Aeroportuario del Pacífico · Grupo Aeroportuario del Sureste · Grupo Bimbo · Grupo BMV · Grupo Carso · Grupo Elektra · Grupo Lala · Grupo México · IEnova · Inbursa · Industrias CH · Kimberly-Clark de México · Liverpool · Mexichem · OHL México · Peñoles · Pinfra · Santander México · Televisa · Walmart de México y Centroamérica